# Ave Maria (album de Charles Aznavour)
 (mars 2025).
Si vous disposez d'ouvrages ou d'articles de référence ou si vous connaissez des sites web de qualité traitant du thème abordé ici, merci de compléter l'article en donnant les références utiles à sa vérifiabilité et en les liant à la section « Notes et références ».
Pour les articles homonymes, voir Ave Maria.
Albums de Charles Aznavour
Un Natale un po' speciale
(1979) Essere
(1981)
Ave Maria est le 10e album studio italien de Charles Aznavour, il est sorti en 1979.
L'album reprend le titre Ave Maria paru sur l'album précédent, Un Natale un po' speciale. Il contient un réenregistrement du titre Il sole verde (2e version). 